# Districte de Vierzon
El Districte de Vierzon és un dels tres districtes del departament del Cher, a la regió del Centre-Vall del Loira. Té 8 cantons i 43 municipis. El cap del districte és la sotsprefectura de Vierzon.

## Cantons
cantó d'Argent-sur-Sauldre - cantó d'Aubigny-sur-Nère - cantó de La Chapelle-d'Angillon - cantó de Graçay - cantó de Lury-sur-Arnon - cantó de Mehun-sur-Yèvre - cantó de Vierzon-1 - cantó de Vierzon-2